# Taracus pallipes
Taracus pallipes is een hooiwagen uit de familie Sabaconidae.